# Eyjólfr dáðaskáld
Eyjólfr dáðaskáld (« Eyjólfr le poète des faits »  en vieux norrois) est un scalde islandais du XIe siècle. Il fut notamment poète à la cour du jarl norvégien Éric Håkonsson pour le compte duquel il composa le Bandadrápa, la seule de ses œuvres qui nous est parvenue.